# Henri Gaudier-Brzeska
Henri Gaudier-Brzeska (Saint-Jean-de-Braye, 4 ottobre 1891 – Neuville-Saint-Vaast, 5 giugno 1915) è stato uno scultore e pittore francese.
Lavorò anche per il periodico del movimento vorticista: Blast.